# 特克斯角
77°40′S 166°46′E / 77.667°S 166.767°E
特克斯角（英語：Turks Head）是南極洲的海岬，位於羅斯島西部，處於埃文斯角東南面9公里，海拔高度超過200米，該海岬現時由南極條約體系管理。